# Ian Heilbron
Ian Morris Heilbron (6 novembre 1886 - 14 septembre 1959) est un chimiste écossais qui est le pionnier de la chimie organique développée à des fins thérapeutiques et industrielles.

## Jeunesse et éducation
Heilbron est né à Glasgow le 6 novembre 1886 d'un marchand de vin (David Heilbron) et de sa femme (Fanny Jessel). Il est juif,. Il fait ses études à la Glasgow High School puis au Royal Technical College avec GG Henderson. À la suite de l'attribution d'une bourse Carnegie, il se rend à l'Université de Leipzig pour étudier avec Arthur Rudolf Hantzsch pour sa thèse de doctorat (1907-1910). Il obtient un doctorat. En 1918, il obtient un D.Sc. à l'Université de Glasgow pour sa « Contribution à l'étude des semi-carbazones » et d'autres articles.

## Service militaire
Il sert dans le Royal Army Service Corps (1910-1920). Il reçoit l'Ordre du Service distingué en 1918 pour un service distingué lié aux opérations à Salonique. Il est également nommé Officier de l'Ordre du Rédempteur par le gouvernement grec. Il atteint le grade de lieutenant-colonel, sous-directeur des approvisionnements. Pendant la Seconde Guerre mondiale de 1939 à 1942, il travaille comme conseiller scientifique au Département de la recherche scientifique du ministère de l'Approvisionnement. Après 1942, il devient conseiller scientifique au ministère de la Production.

## Carrière
Sa carrière de chercheur indépendant se concentre sur la chimie des produits naturels, notamment sur les stérols, la vitamine D, la vitamine A, la synthèse de polyènes, le squalène, les terpènes, les sels de pyrylium (en), les pigments d'algues et les spiropyranes. Il contribue également au développement du DDT pour lutter contre le paludisme et la fièvre jaune. Heilbron, avec Arthur Herbert Cook, étudie également la synthèse et la structure de la Pénicilline.
Il est chargé de cours, au Collège technique royal, de 1909 à 1914, puis consultant chez British Dyestuffs Corp (plus tard rebaptisé Imperial Chemical Industries). Il est professeur de chimie organique, au Royal Technical College, en 1919-1920, puis professeur, à l'Université de Liverpool, 1920-1933 (Heath Harrison Chair of Organic Chemistry), à l'Université de Manchester, 1933-38 (Chaire de chimie Sir Samuel Hall) puis professeur de chimie organique et directeur des laboratoires, Imperial College, 1938-1949. Après sa retraite en 1949, il est directeur de la Brewing Industry Research Foundation, de 1949 à 1958 et président du conseil consultatif du Collège militaire royal des sciences.
En 1911, il est Fellow de l'Institut de Chimie (FIC) et membre de la Royal Society (FRS) en 1931. En 1939, il reçoit la Médaille Longstaff de la Chemical Society de Londres et en 1943 la Médaille Davy de la Royal Society "En reconnaissance de ses nombreuses contributions notables à la chimie organique, en particulier à la chimie des produits naturels d'importance physiologique"..En 1945, l'American Chemical Society lui décerne sa plus haute distinction, la Médaille Priestley. C'est la première fois que le prix est décerné à un non-Américain. En 1946, il est nommé chevalier et en 1951 reçoit la Médaille royale de la Royal Society